# Maria (film 1932)
Maria (węg. Tavaszi zápor) – najsłynniejszy film węgierski lat trzydziestych, zrealizowany na motywach adaptacji starej legendy ludowej. Przedstawia historię uwiedzionej dziewczyny w scenerii węgierskiego folkloru.